# دورنير DO-960

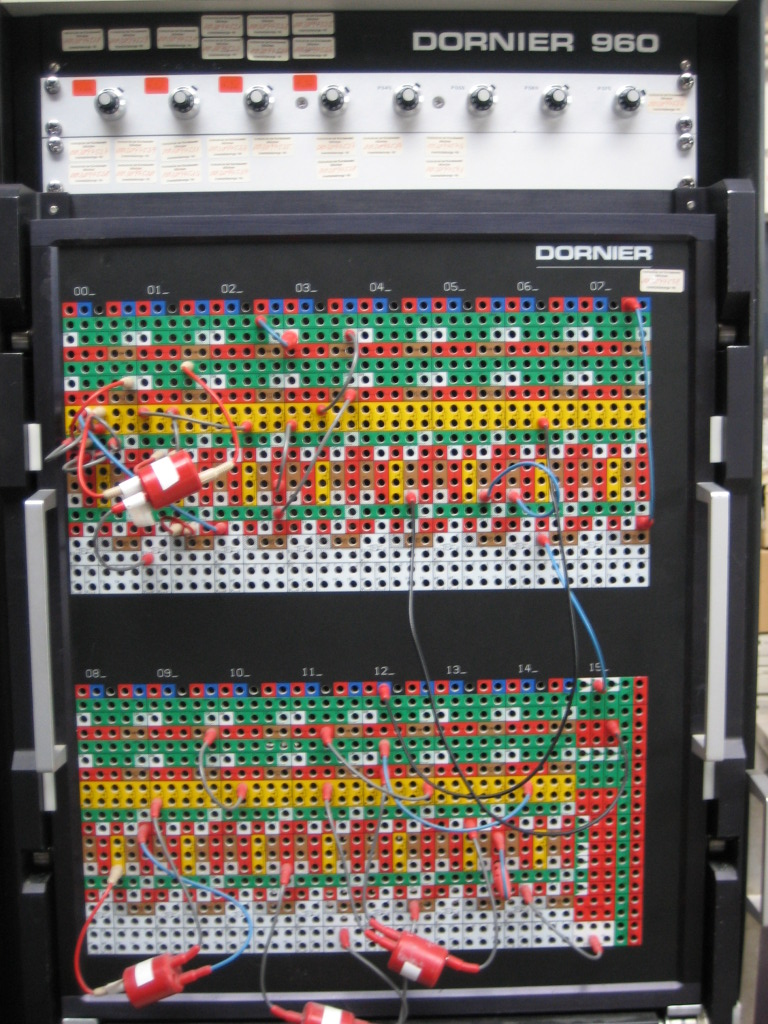
حاسوب دورنير Do-960 الهجين

دورنير DO-960 هو حاسوب هجين مصمم لتشغيل المركبة الجوية التجريبية دورنير Do 31 ذات نظام الهبوط والإقلاع الرأسي.
وكان اللجوء إلى نظام الهجين أمرًا ضروريًا لأن الحسابات اللازمة للتحكم في نظام الهبوط والإقلاع رأسيًا لم تكن لتحتمله الحواسب الرقمية المتوفرة في ذلك الوقت فالإقلاع العمودي بحاجة إلى حل معادلات تفاضلية معقدة في وقت حقيقي. ويجمع حاسوب DO-960 بين مقومات الحاسوب الرقمي والحاسوب التناظري. والوحدات التناظرية قادرة على حل المعادلات التفاضلية التي تمثل تحديًا حسابيًا ضخمًا، بينما تتولى الوحدات الرقمية التحكم في التدفق الإجمالي للبرنامج.
وعلى الرغم من أن المركبات الجوية هي مجال اختصاص شركة دورنير، إلا أنها أقبلت على صناعة الحواسب التناظرية والمختلطة بمجرد أن نجحت في تصميم نظام الإقلاع الرأسي للمركبات الجوية. وكان آخر إصدار في سلسلة الحواسب الهجين هو دورنير DO-960.